# 서울특별시의 유형문화유산
서울특별시의 유형문화유산은 시도지정문화유산 중에서 서울특별시에 있는 유산을 의미한다.

## 지정 목록
- 1960년대~1970년대
- 1980년대~1990년대
- 2000년대
- 2010년대
- 2020년대